# السويعية
 السويعية  بلدة سورية تتبع منطقة البوكمال في شرق سوريا بالقرب من الحدود السورية العراقية و على محاذاة الضفة الغربية لنهر الفرات، تعد الضاحية الشرقية لمدينة البوكمال التي لا تفصلها عنها سوى وادي الرتقا (Al RATQA VALLY ) ، قدر عدد سكانها بـ8300 نسمة سنة 2004. 